# El aroma del pasto recién cortado
El aroma del pasto recién cortado es una película de drama romántico de 2024 dirigida por Celina Murga. Se trata de una coproducción internacional entre Argentina, Estados Unidos, México, Uruguay y Alemania. Está protagonizada por Joaquín Furriel y Marina de Tavira. La película se estrenó mundialmente el 8 de junio de 2024 durante el Festival de Cine de Tribeca, mientras que su estreno en las salas de cines de Argentina fue el 19 de septiembre de 2024.

## Sinopsis
La historia sigue a Pablo, un profesor universitario que se involucra con una estudiante a escondidas de su esposa, con la cual tiene dos hijos. En paralelo, está Natalia, quien también es profesora universitaria que inicia una relación clandestina con uno de sus estudiante, que de igual manera, lo mantiene oculto para que su esposo y dos hijos no lo descubran.

## Elenco
- Joaquín Furriel como Pablo
- Marina de Tavira como Natalia
- Alfonso Tort como Hernán
- Romina Peluffo como Carla
- Emanuel Parga como Gonzalo
- Verónica Gerez como Luciana
- Luciana Grasso como Belén
- Diego Starosta como Carlos
- Germán Ormaechea como Pebete
- Horacio Marassi como Roberto
- Soledad Pelayo como Leticia
- Romina Bentancur como Sonia
- Christian Font como Marcelo
- Ana Carolina García como Jimena
- Juan Tupac Soler como Fernando
- Fabrizio Puppi como Federico
- Álvaro Pozzolo como Hugo
- Antonio Ziembrowski como Sergio
- Lucía Blasco como Telma
- Silvia Villazur como Mariel
- Ernesto Liotti como Hugo

## Recepción

### Comentarios de la crítica
En el sitio web del agregador de reseñas Rotten Tomatoes, la película tiene un índice de aprobación del 100% basado en nueve reseñas, con una calificación promedio de 6.8/10. Jordan Mintzer de The Hollywood Reporter señaló que El aroma del pasto recién cortado es un drama que parece auténtico pero también demasiado moderado», y además «se sostiene menos por su trama algo familiar (o más bien, por sus dos tramas coincidentes) que por las sólidas interpretaciones del elenco». Owen Gleiberman de Variety destacó que la película «es implacablemente fría y circunspecta»; y agregó que «los actores son todos apremiantes, tristes, enojados, hambrientos y convincentes».

### Premios y nominaciones
| Lista de premios y nominaciones | Lista de premios y nominaciones | Lista de premios y nominaciones | Lista de premios y nominaciones            | Lista de premios y nominaciones | Lista de premios y nominaciones |
| Año                             | Organización                    | Categoría                       | Nominado/a(s)                              | Resultado                       | Ref(s)                          |
| ------------------------------- | ------------------------------- | ------------------------------- | ------------------------------------------ | ------------------------------- | ------------------------------- |
| 2024                            | Festival de Cine de Tribeca     | Competencia internacional       | El aroma del pasto recién cortado          | Participación                   | [ 9 ]                           |
| 2024                            | Festival de Cine de Tribeca     | Mejor guion                     | Celina Murga, Juan Villegas y Lucía Osorio | Ganadores                       | [ 10 ]                          |
| 2024                            | Premios Cóndor de Plata         | Mejor actor                     | Joaquín Furriel                            | Nominado                        | [ 11 ]                          |
| 2024                            | Premios Cóndor de Plata         | Mejor dirección de casting      | María Laura Berch                          | Nominada                        | [ 11 ]                          |